# 拉蒙·安德森
拉蒙·安德森（英語：Ramon Andersson，1963年3月20日—），澳大利亚男子皮划艇运动员。他曾代表澳大利亚参加1992年和1996年夏季奥林匹克运动会皮划艇比赛，其中1992年奥运会获得一枚铜牌。